# Biblio-tek
BIBLIO-TEK est un logiciel de gestion bibliographique.

## Historique
BIBLIO-TEK a été créé par la firme INFOKA de Brossard, au Québec. Il fut commercialisé pour la première fois, dans sa version DOS, en 1995. Il fut converti à sa version Windows en 2004. Le logiciel propose une interface web, sous forme de moteur de recherche, depuis 2008. La Société d'histoire de La Prairie-de-la-Magdeleine (SHLM) en a été la première utilisatrice.
L'entreprise INFOKA a une notoriété certaine au Québec, due principalement à ses logiciels de gestion documentaire, dont ARCHI-LOG, BIBLIO-TEK, ARTE-LOG et DOCU-LOG. L'entreprise, qui existe depuis 1989, a commencé à diffuser son moteur de recherche internet pour les données provenant de ses logiciels ARCHI-LOG et BIBLIO-TEK dès 2013. Elle possède près de 130 clients au Québec, en Ontario et en France.

## Présentation
BIBLIO-TEK est un logiciel multi-usagers proposant une interface simplifiée pour la saisie des données bibliographiques les plus utilisées. Il comporte aussi un module de recherche, ainsi qu'un module de gestion de la circulation et des réservations. Il peut aussi être associé à une base de données PHP/MySQL logée chez un hébergeur conventionnel afin de fournir aux internautes un moteur de recherche simple mais efficace.
En outre, le logiciel comporte un module d'importation de fiches bibliographiques en format MARC que l'on peut parfois trouver sur des sites de bibliothèques universitaires. Même des fiches pseudo-MARC peuvent être importées. Ces fiches se présentent sous la forme d'une notice bibliographique textuelle identifiant la zone du format MARC d'où provient chaque information.
Ce logiciel est une version simplifiée de BIBLIO-LOG, un autre logiciel de gestion bibliographique spécialisé pour le format MARC, créé aussi par la firme INFOKA.

## Fonctionnalités principales
- offre de 1 à 5 catalogues distincts
- importation de fiches en format MARC
- exportation de fiches vers Microsoft Excel
- gestion des réservations
- gestion de la circulation
- gestion de liens vers des images et autres documents électroniques
- gestion simultanée d'une base de données locale et d'une base de données internet
- moteur de recherche sur internet